# Fibroferrita
La fibroferrita és un mineral de la classe dels sulfats que pertany i dona nom al grup de la fibroferrita. Rep el seu nom del llatí fibra, fibra, i ferrum, ferro. Va ser descoberta l'any 1833 a Tierra Amarilla, Província de Copiapó, Regió d'Atacama, Xile.

## Característiques
La fibroferrita és un sulfat amb ferro de fórmula Fe³⁺(SO₄)(OH)(H₂O)₂·3H₂O, que cristal·litza en el sistema monoclínic. Es forma en masses o crostes fibres fines; botrioidal, així com estructures de fibres radials. Les fibres solen ser allargades en {001}. La seva duresa és de 2,5 a l'escala de Mohs, amb una exfoliació perfecta en {001}.
Segons la classificació de Nickel-Strunz, la fibroferrita pertany a «07.DC: Sulfats (selenats, etc.) amb anions addicionals, amb H₂O, amb cations de mida mitjana només; cadenes d'octaedres que comparteixen costats» juntament amb els següents minerals: aluminita, meta-aluminita, butlerita, parabutlerita, xitieshanita, botriògen, zincobotriògen, chaidamuita i guildita.

## Formació i jaciments
Es troba en àrees d'oxidació de la pirita, i com a producte de deshidratació poc comú de la melanterita en porcions oxidades de roques i sediments que contenen sulfurs de ferro, més estable a les regions àrides. Sol trobar-se associada a altres minerals com: melanterita, amarantita, hohmannita, krausita, coquimbita, parabutlerita, butlerita, copiapita, epsomita, guix i pirita. A Catalunya ha estat descrita només a les mines de Rocabruna de Gavà (Baix Llobregat, Barcelona).